# Messerschmitt P.1106
Messerschmitt P.1106 là một mẫu thiết kế máy bay tiêm kích phản lực của Đức quốc xã vào cuối Chiến tranh Thế giới II. Đây là một phát triển xa hơn của Messerschmitt P.1101. Nó được thiết kế lại một số bộ phận so với P.1101, phiên bản đầu tiên có đuôi chữ T với buồng lái nắp trượt để ổn định chiều thẳng, thiết kế sau lại có đuôi hình chữ V, buồng lái dịch lên trên một chút. Trong cả hai phiên bản, cánh đều được thiết kế xuôi sau một góc 40 độ. Dự kiến động cơ trang bị sẽ là động cơ phản lực Heinkel HeS 011, vũ khí sẽ gồm 2 khẩu pháo MK 108 30 mm.
Đề án bị hủy bỏ khi hiệu suất của P.1101 không được cải thiện, buồng lái của P1106 có tầm nhìn kém.